# Арним, Карл Зигмунд фон
Карл Зигмунд (Сигизмунд) фон Арним (нем. Carl Siegmund von Arnim; 29 апреля 1700 — 7 августа 1773) — саксонский генерал от кавалерии, андреевский кавалер (1755).

## Биография

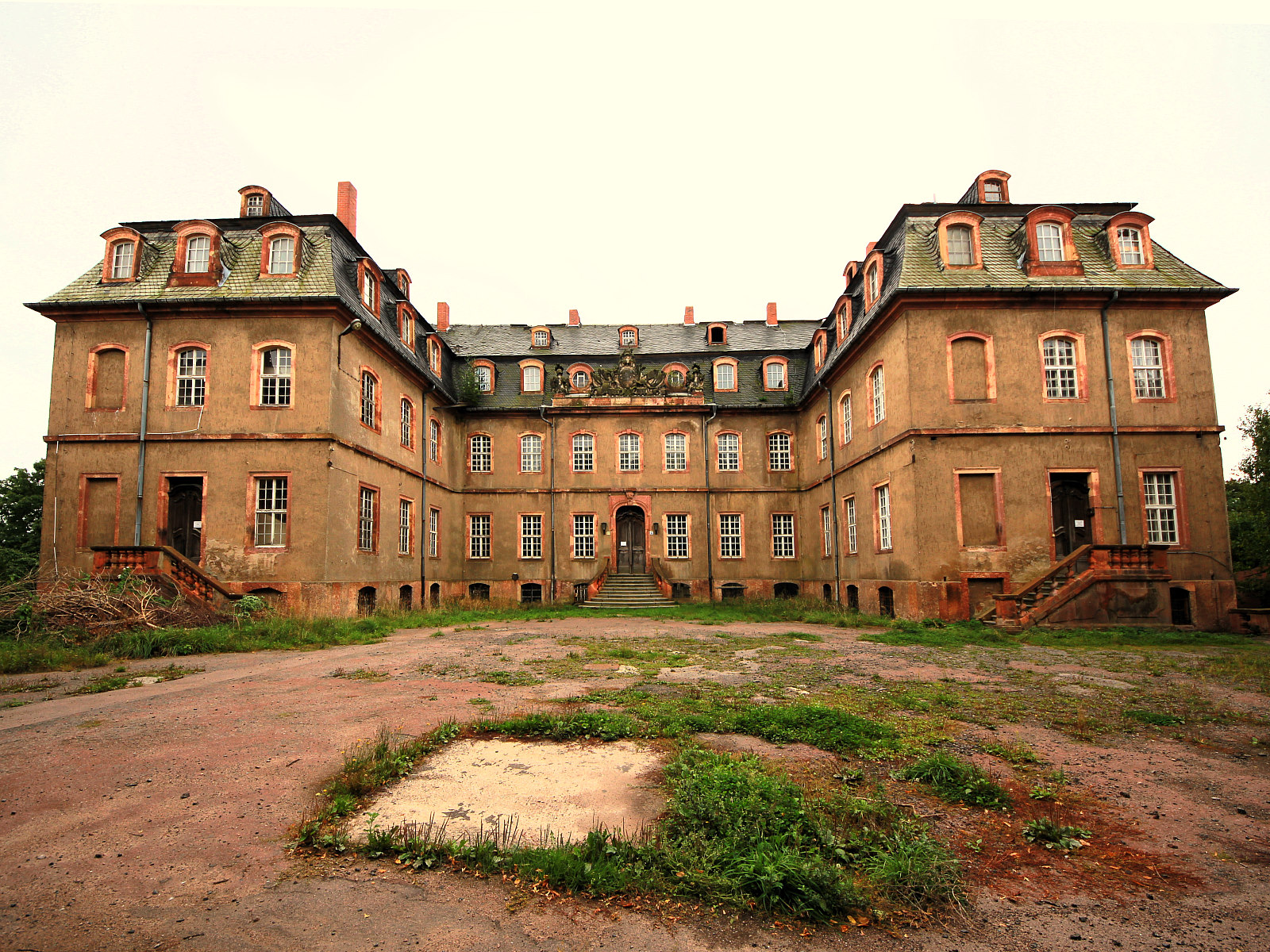
Замок Нойзорге

Родился в 1700 году. Выходец из нетитулованного дворянского рода фон Арним. Служил в саксонской армии в эпоху расцвета этого государства (Польско-Саксонская уния). Достиг чина генерал от кавалерии, являлся шефом кавалерийского полка. 
Владел поместьем и замком Нойзорге. Дважды (в 1746 и 1749 годах) принимал участие в проходивших в Дрездене, саксонской столице, ландтагах.
1 января 1755 года русская императрица Елизавета Петровна наградил фон Арнима высшим орденом Андрея Первозванного.
Скончался фон Арним в 1773 году.